# Microtus lusitanicus
El topillo lusitano (Microtus lusitanicus) es una especie de roedor de la familia Cricetidae.

## Descripción
Es un topillo de pequeño tamaño, de orejas y cola cortas, la forma de su cuerpo refleja su vida de tipo subterráneo: cabeza grande, hocico romo, ojos pequeños y cuerpo cilíndrico. El pelaje va desde el gris oscuro al sepia, vientre gris, cola bicolor, con el dorso más oscuro.

## Distribución
Se distribuye por el cuadrante noroccidental de la península ibérica y el extremo suroccidental de Francia. En España el límite oriental se sitúa al norte de Navarra y Huesca, desde donde baja por La Rioja, Soria, sierras de Guadarrama, Gredos y Gata. En Portugal penetra por la sierra de la Estrella, llegando hasta Setúbal, al sur de Lisboa.

## Hábitat
Aparece en lugares muy diversos desde orillas de pequeños ríos, bosques de castaños y robles como en plantaciones de patatas y zanahorias, arrozales y cultivos de frutales. Su presencia está condicionada por la existencia de suelos blandos y húmedos con una densa cobertura vegetal. Aparece desde el nivel del mar hasta los 2.000 metros en la sierra de Gredos y los Pirineos.

## Depredación
Es presa habitual de la lechuza común (Tyto alba), y del cárabo, así como de diversos carnívoros de pequeño y mediano tamaño.